# VM i landevejscykling 1931
VM i landevejscykling 1931 var den 11. udgave af VM i landevejscykling arrangeret af UCI. Arrangementet foregik den 26. august 1931 med udgangspunkt i danske hovedstad København. Danmark var VM-værtsland for anden gang, og det var ligeledes anden gang, at København var værtsby. Landevejsmesterskabet blev kørt under VM i banecykling 1931, som i perioden 21. - 30. august blev afviklet på Ordrupbanen.
Mesterskabet bestod af to konkurrencer – begge for mænd – et løb for professionelle ryttere og et løb for amatører, begge i form af en enkeltstart, og de to løb blev afviklet samme dag på samme rute. Rytterne blev sendt af sted med to minutters mellemrum, og den første professionelle rytter startede kl. 07:00. Den første amatørrytter blev sendt afsted en time efter den sidst startende af de professionelle.
Ruten var 168 km lang og havde start og mål på Roskildevej ved Damhuskroen ud for 7,2 km-stenen. Fra startstedet gik ruten vestpå mod Roskilde, sydpå over Ringsted, Næstved og vendepunktet i Bårse, inden turen gik tilbage mod mål via Rønnede, Køge og Taastrup. Ved løbets start skinnede solen, men der blæste en kraftig nordenvind, så der var medvind på den første halvdel af ruten og modvind på den sidste halvdel. I Køge havde den lokale politimester Ritzau meddelt arrangøren, Dansk Bicycle Club, at politiet ved cykelrytternes passage gennem byen ville håndhæve den lokale politivedtægts hastighedsbegrænsning for cyklister på 15 km/t, på trods af arrangørernes anmodning om at se bort fra dette i forbindelse med VM-løbet. Men politimesteren stod fast på, at VM-rytterne måtte finde sig i at overholde samme regler som almindelige mennesker og opfordrede arrangørerne til at diskvalificere de deltagere, der overtrådte denne bestemmelse. På Køge-egnen mødtes politiets standpunkt med sympati og forståelse på grund af de vanskelige trafikforhold i byen, og fordi en cykelrytter nogle dage inden løbet havde kørt en fodgænger ned bagfra på landevejen nord for byen. Desuden var der på løbsdagen et stort grisemarked i Køge. På løbsdagen havde Køge Politi imidlertid sørget for orden og regulering, så rytterne kom godt igennem byen.
De professionelles løb havde deltagelse af 18 ryttere og blev vundet af italienske Learco Guerra knap fem minutter foran franskmanden Ferdinand Le Drogo og schweizeren Albert Büchi, og sølv- og bronzemedaljevinderen kom i mål med blot 11 sekunders forskel. Den eneste danske deltager, Oswald Falck Hermansen, opgav kort efter vendepunktet ved Bårse på grund af krampe i benet.
I amatørernes konkurrence sejrede den olympiske mester, Henry Hansen fra Danmark, med ca. seks minutters forspring til Italiens Giuseppe Olmo. En anden dansker, Leo Nielsen, førte undervejs ved kontrolposten i Ringsted og vendepunktet i Bårse men måtte i mål nøjes med tredjepladsen og dermed bronzemedaljen. Den tredje danske deltager, Frode Sørensen, var også placeret i top tre ved vendepunktet, men i modvinden på hjemturen til København kneb det med kræfterne, og Sørensen endte til sidst på 10.-pladsen. Amatørløbet havde 37 deltagere, hvroaf 28 fuldførte.
Efter løbet blev der fra flere sider nedlagt protest mod Giuseppe Olmos andenplads. Italieneren blev beskyldt for at have modtaget pace efter biler og andre cyklister. Protesten blev dog ikke taget til følge.
Titusindvis af tilskuere var mødt op langs opløbsstrækningen på Roskildevej, og kort efter at være kommet i mål, blev Henry Hansen omringet af mennesker, der sprængte afspærringerne og bar den nye verdensmester i guldstol over deres hoveder. Cykelhandleren fra Smallegade blev for en dag hele landets centrum, og dagen efter bragte Politiken følgende håndskrevne ord fra mesteren: "Jeg takker hele det danske Sportspublikum for den storslaaede Hyldest, som blev mig til Del ved min Ankomst til Damhuskroen efter min kørsel i Verdensmesterskabet. Det var det største Øjeblik i mit Liv."
Dagen inden mesterskabet havde Henry Hansen tilbragt i sengen for at komme af med en lettere forkølelse. Da han om aftenen stod op og cyklede en lille tur som sidste forberedelse til VM-løbet, fandt han på vejen en hestesko, hvilket forbedrede hans humør. Til Politiken udtalte han: "Jeg er egentlig ikke overtroisk, men man skulle da tro, at den hestesko betyder noget." Proffernes mester, Learco Guerra, var inden løbet også meldt syg med leverproblemer, så begge titler blev vundet af ryttere, der lige havde rejst sig fra sygesengen.

## Resultater

### Professionelle
| Plac. | Rytter             | Land       | Tid (t:m:s) | Afstand |
| ----- | ------------------ | ---------- | ----------- | ------- |
| 1     | Learco Guerra      | Italien    | 4:53:43     | -       |
| 2     | Ferdinand Le Drogo | Frankrig   | 4:58:20     | +4:37   |
| 3     | Albert Büchi       | Schweiz    | 4:58:31     | +4:48   |
| 4     | Fabio Battesini    | Italien    | 4:59:40     | +5:57   |
| 5     | Max Bulla          | Østrig     | 5:00:06     | +6:23   |
| 6     | Alfredo Binda      | Italien    | 5:02:25     | +8:42   |
| 7     | Gaston Rebry       | Belgien    | 5:03:42     | +9:59   |
| 8     | Jules Vanhevel     | Belgien    | 5:07:29     | +13:46  |
| 9     | Maurice De Waele   | Belgien    | 5:08:04     | +14:21  |
| 10    | Ludwig Geyer       | Tyskland   | 5:08:29     | +14:46  |
| 11    | Walter Blattmann   | Schweiz    | 5:12:26     | +18:41  |
| 12    | Jean-Pierre Muller | Luxembourg | 5:12:57     | +19:14  |
| 13    | Cesar Bogaert      | Holland    | 5:13:49     | +20:06  |

- Learco Guerra vandt mesterskabet for professionelle.
- Ferdinand Le Drogo vandt sølvmedalje i de professionelles løb.
- Fabio Battesini sluttede på fjerdepladsen.
- Max Bulla endte på femtepladsen blandt de professionelle.
- Alfredo Binda måtte nøjes med sjettepladsen i proffernes løb.
- Gaston Rebry blev nr. 7.
- Jules Vanhevel blev nr. 8.
- Maurice De Waele blev nr. 9.

### Amatører
| Plac. | Rytter             | Land            | Tid (t:m:s) | Tid (t:m:s) | Tid (t:m:s) | Tid (t:m:s) | Afstand  |
| Plac. | Rytter             | Land            | Ringsted    | Bårse       | Køge        | Mål         | Afstand  |
| ----- | ------------------ | --------------- | ----------- | ----------- | ----------- | ----------- | -------- |
| 1     | Henry Hansen       | Danmark         | 1:23:30     | 2:32:30     | 3:48:10     | 4:50:53     | -        |
| 2     | Giuseppe Olmo      | Italien         | 1:26:30     | 2:39:00     | 3:51:05     | 4:56:54     | +6:01    |
| 3     | Leo Nielsen        | Danmark         | 1:21:30     | 2:29:00     | 3:48:50     | 4:57:33     | +6:40    |
| 4     | Bernhard Britz     | Sverige         | 1:23:45     | 2:34:00     | 3:56:20     | 4:58:43     | +7:50    |
| 5     | Gösta Carlsson     | Sverige         | 1:28:00     | 2:38:00     | 3:56:45     | 5:03:29     | +12:36   |
| 6     | Gösta Björklund    | Sverige         | 1:26:15     | 2:38:00     | 3:56:10     | 5:03:29     | +12:36   |
| 7     | Frank Southall     | Storbritannien  | 1:30:45     | 2:40:00     | 4:04:30     | 5:06:30     | +15:37   |
| 8     | Raoul Hellberg     | Finland         | 1:25:30     | 2:34:30     | 3:56:15     | 5:07:44     | +16:51   |
| 9     | Marco Cipriani     | Italien         | 1:23:00     | 2:32:00     | 3:54:15     | 5:07:58     | +17:05   |
| 10    | Frode Sørensen     | Danmark         | 1:23:45     | 2:32:00     | 3:57:30     | 5:08:12     | +17:19   |
| 11    | August Brandes     | Tyskland        |             |             |             | 5:10:19     | +19:26   |
| 12    | Fritz Saladin      | Schweiz         |             |             |             | 5:10:29     | +19:36   |
| 13    | Rudolf Risch       | Tyskland        |             |             |             | 5:12:22     | +21:29   |
| 14    | Robert Rigaux      | Frankrig        |             |             |             | 5:13:08     | +22:15   |
| 15    | René Le Grevès     | Frankrig        |             |             |             | 5:15:32     | +24:39   |
| 16    | Karl Bossard       | Schweiz         |             |             |             | 5:16:15     | +25:22   |
| 17    | Ragnvald Martinsen | Norge           |             |             |             | 5:20:53     | +30:00   |
| 18    | Bela Jalicz        | Ungarn          |             |             |             | 5:22:35     | +31:42   |
| 19    | Thor Andreas Pörkö | Finland         |             |             |             | 5:22:44     | +31:51   |
| 20    | Leonard Cave       | Storbritannien  |             |             |             | 5:23:30     | +32:37   |
| 21    | Hannes Munter      | Finland         |             |             |             | 5:23:38     | +32:45   |
| 22    | Karl Thallinger    | Østrig          |             |             |             | 5:24:18     | +33:25   |
| 23    | Josef Weissmayer   | Østrig          |             |             |             | 5:24:25     | +33:32   |
| 24    | Jean Minsart       | Belgien         |             |             |             | 5:27:35     | +36:42   |
| 25    | Jan de Reus        | Holland         |             |             |             | 5:29:31     | +38:38   |
| 26    | Karel Frič         | Tjekkoslovakiet |             |             |             | 5:31:14     | +40:21   |
| 27    | John P. Woodcock   | Irland          |             |             |             | 5:50:04     | +59:11   |
| 28    | James Masterson    | Irland          |             |             |             | 5:56:36     | +1:05:43 |

- Henry Hansen vandt amatørmesterskabet.
- Giuseppe Olmo endte på andenpladsen.
- Bernhard Britz blev bedste svensker på fjerdepladsen.
- Gösta Carlsson blev nr. 5 blandt amatørerne.